# Voetbalelftal van Sint Eustatius
Het voetbalelftal van Sint Eustatius, ook wel IBOS (International Brothers of Statia Soccer) genoemd, is het officiële voetbalteam van Sint Eustatius. Ze zijn niet aangesloten bij de FIFA of CONCACAF.

## Geschiedenis
Het team voetbalt sinds 2004 en speelde een paar wedstrijden. Ze speelden tegen de officiële nationale teams van de FIFA en CONCACAF. Naast de nationale elftallen spelen ze ook onder de naam IBOS in het kampioenschap van Sint Maarten.
Het team heeft de "Inter-Islands competition" tegen Saba tweemaal gespeeld en beide keren gewonnen (2004 en 2006). Het elftal speelt zijn thuiswedstrijden op het enige voetbalveld van het eiland, genaamd Cottage Ball Park.

## Vriendschappelijke interlands
| Datum        | Plaats               | Tegenstander         | Uitslag |
| ------------ | -------------------- | -------------------- | ------- |
| 6 mei 2011   | Sint Eustatius       | Saba                 | 2 - 1   |
| 28 mrt 2010  | Saba                 | Saba                 | 2 - 2   |
| 28 mrt 2010  | Saba                 | Saba                 | 1 - 2   |
| 27 mrt 2010  | Saba                 | Saba                 | 2 - 1   |
| 2007         | Saint Kitts en Nevis | Saint Kitts en Nevis | 5 - 3   |
| 2007         | Sint Eustatius       | Saint Kitts en Nevis | 2 - 2   |
| 2007         | Sint Eustatius       | Saint Kitts en Nevis | 2 - 2   |
| 2007         | Sint Eustatius       | Saint Kitts en Nevis | 0 - 6   |
| 2007         | Sint Eustatius       | Saint Kitts en Nevis | 1 - 5   |
| 16 jun. 2006 | Saba                 | Saba                 | 5 - 5   |
| 15 jun. 2006 | Saba                 | Saba                 | 3 - 5   |
| 11 dec. 2004 | Sint Eustatius       | Anguilla             | 2 - 0   |
| 20 aug. 2004 | Sint Eustatius       | Sint Maarten         | 2 - 2   |
| aug. 2004    | Sint Eustatius       | Sint-Maarten         | 3 - 3   |
| 3 apr. 2004  | Sint Eustatius       | Saba                 | 3 - 1   |